# Eregion
U izmišljenom svijetu J. R. R. Tolkiena, Eregion ili Zelenika je vilenjačko kraljevstvo koje je postojalo u Drugom dobu. Nalazilo se je u Eriadoru u blizini Zapadnih vrata Morije u sjeni Hithaeglira, Maglenog gorja. Glavni grad je bio Ost-in-Edhil, doslovno Vilenjački grad. Grad su utemeljili Noldori u Drugom dobu na mjestu gdje je rijeka Sirannon utjecala u Glanduin. Vilenjaci su sagradili široku cestu koja je povezivala Ost-in-Edhil sa Zapadnim vratima Morije.
U Eregionu su živjeli noldorski vilenjaci. Njime su vladali Galadriel i Celeborn, koji su kasnije prešli Magleno gorje i nastavili živjeti u Lothlórienu. Vilenjaci iz Eregiona živjeli su u dobrim odnosima s patuljcima, pogotovo s obližnjim patuljačkim kraljevstvom Khazad-dûma, zvanim Hadhodrond na sindarinskom jeziku.
Nakon što su Galadriel i Celeborn otišli, Eregionom je vladao Celebrimbor, Fëanorov praunuk. Za vrijeme njegove vladavine vilenjaci Eregiona su se sprijateljili s Annatarom, Gospodarom darova, te su uz njegovu pomoć stvorili Prstenove moći. Kad su vilenjaci u Annataru prepoznali Saurona pokušali su Prstenove sakriti od njega, međutim, uspjeli su sačuvati samo Tri vilenjačka Prstena, Vilyu, Naryu i Nenyu. Eregion je napoljetku razoren, a preživjeli vilenjaci su otišli u Lindon, Lothlórien i Imladris, Rivendell.
U Trećem dobu Eregion je bilo ugodno, ali nenaseljeno područje s mnogim ruševinama propale vilenjačke civilizacije. Bilo je poznato po svetim stablima, po kojima je i nosilo ime jer i na Westronu i na sindarinskom jeziku (ereg 'sveto stablo', iz korijena ERÉK- 'trn', također daje kvenjski erka, 'trn, bodlja', kako se navodi u Etimologiji u Izgubljenoj cesti i drugim spisima.
Na putu prema prijevoju Crvenrogu Prstenova družina je prošla kroz Zeleniku.  Tijekom dana skrivali su se od Crebaina.  Nakon neuspjelog pokušaja prijelaza Caradhrasa napali su iz varzi. Neuspjeh prijelaza planina, vrane koje su ih uhodile tijekom dana i noćni napad vukova zapečatili su odluku Družine da krene kroz Moriju.